# Compagnies de Réserve
Die Compagnies de Réserve waren Anfang des 19. Jahrhunderts Reservekompanien auf französischer Departementsebene.

## Geschichte
Am 14. Mai 1805 wurde die Existenz dieser Kompanien mit dem Erlass des 24. Floréal des Jahres XIII der Republik von Napoleon Bonaparte begründet. In jedem Département wurde eine eigene Infanteriekompanie eingerichtet – die „Reservekompanie des Départements“. Vorstand war der jeweilige Präfekt.
Ihre Aufgaben bestanden in der Bewachung öffentlicher Gebäude und Gefängnisse, Armenhäuser etc., sowie aus der Bewachung Kriegsgefangener auf dem Durchmarsch durch das betreffende Departement. Die Soldaten unterlagen der Konskription, also der Wehrpflicht, und wurden von nicht mehr felddiensttauglichen Offizieren und Unteroffizieren kommandiert. Organisatorisch waren sie bei der Gendarmerie eingeordnet, ohne allerdings deren Aufgaben zu übernehmen.
Allerdings nahm Napoléon den Namen "Reserve" wörtlich und griff immer wieder auf diese zurück. So wurden die Kompanien einiger Départements 1808 nach Spanien befohlen, 1810 zur Abwehr der englischen Landung auf Walcheren eingesetzt und verteidigten das Kaiserreich während der Invasion durch die Verbündeten.
Bedingt durch den Abzug der Soldaten zu anderen Einheiten wurde die Effizienz vor Ort stark beeinträchtigt. Daher wurde am 31. Mai 1814 der Befehl zur Auflösung der Reservekompanien gegeben, die bis zum Juli desselben Jahres erfolgte. Während der Restauration wurden sie 1816 wieder eingeführt, bevor sie am 16. April 1818 endgültig abgeschafft wurden.